# جونجي ماجيما
جونجي ماجيما (間島淳司 ماجيما جونجي) هو مؤدي أصوات ياباني ولد في 13 مايو 1978 في ناغويا، أيتشي.

## أدواره في الأنمي

### مسلسلات أنمي تلفزيونية
- تورادورا! - ريوجي تاكاسو
- رايلغان معينة خاصة بالعلم - دايغو
- رايلغان معينة خاصة بالعلم S - هاروكي أريتومي
- حفيد نوراريهيون - كاراسو تينغو
- حفيد نوراريهيون: عاصمة العفاريت - كاراسو تينغو
- شوجو كارا! - يو نيكايدو
- شوجو كارا!! دوكي - يو نيكايدو
- غوين ساغا - سيمون
- روزن ميدن - ياماموتو
- روزن ميدن ترويمند - ياماموتو
- سكرابد برنسس - الأمير فورسيث
- كيشين تايسن جيجانتيك فورميولا - يويتشي يوشينو
- بامبكين سيزرز - هانس
- سر هاروكا نوغيزاكا - تاكاشي أوغاساوارا، شوت ساذرلند
- جانباريد أوركسترا - هيروشي إيشيزوكا
- زومبي-لون - يوشيزومي
- أسطورة الأبطال الأسطوريين - شوس سيلارز
- ترينيتي بلاد - توم
- شاكوغان نو شانا - تلميذ
- فايري تايل - الشاب المتجول، ريسر
- أختي لا يمكن لها أن تكون بهذه الظرافة - كوهيه أكاغي
- هل هذا زومبي؟ - أيومو آيكاوا
- هل هذا زومبي؟ أوف ذا ديد - أيومو آيكاوا
- أريا الرصاصة القرمزية - كينجي توياما
- خادم الصفر F - إسمايل
- ميداكا بوكس - رانكاكو يوشينوغاري
- سورا نو مانيماني - تاكياسو روما
- تشايكا أميرة التابوت - تورو أكيورا
- تشايكا أميرة التابوت AVENGING BATTLE - تورو أكيورا
- أكامي غا كيل! - ران
- دراماتيكال مردر - فيروس
- راعي المكتبة - كيوتارو كاكي
- شوكوغكي نو سوما - هيتوشي سيكيموري
- هل من الخطأ أن أسعى وراء الفتيات في المتاهات؟ - تاكيميكازوتشي
- بوكيمون إكس/واي - هيث
- ديث باريد - شيغيرو ميورا
- قرية الضياع - مانبي، يوتسون
- البركة لهذا العالم الرائع! - داست
- هايكيو!! - تاكيهيتو ساسايا
- هايكيو!! الموسم الثاني - تاكيهيتو ساسايا
- توكين رانبو: هانامارو - نيكّاري آوي
- توكين رانبو: هانامارو: الموسم الثاني - نيكّاري آوي
- المحقق كونان - ماساهيكو فوجيتا (العشيق الذي إختفى في العاصفة الثلجية)
- مغامرة جوجو الغريبة: الرياح الذهبية - ميلوني
- ثأر ميليون آرثر - آرثر الباحث

### أنمي الإنترنت
- مونستر سترايك - جو مادارامي

## أدواره في ألعاب الفيديو
- سلسلة ألعاب ديسغايا
  - ديسغايا: آور أوف داركنيس - بريني، لامينغتون

## أدواره في الدبلجة اليابانية
- نيو يوكيو - كاز كان

## وصلات خارجية
- جونجي ماجيما على موقع IMDb (الإنجليزية)
- جونجي ماجيما على موقع ميوزك برينز (الإنجليزية)
- جونجي ماجيما على موقع قاعدة بيانات الفيلم (الإنجليزية)
- جونجي ماجيما على موقع كينوبويسك (الروسية)
- جونجي ماجيما على موقع ANN person (الإنجليزية)